# Тудовка
Тудовка или Млади Туд (рус. Тудовка, Молодой Туд) река је на северозападу европског дела Руске Федерације. Протиче преко територија Нелидовског, Селижаровског, Олењинског и ржевског рејона Тверске области. Десна је притока реке Волге и део басена Каспијског језера.
Извире недалеко од села Туд (отуда и име) на подручју нелидовског рејона. Карактерише је доста спор ток и велика замочвареност обала. Укупна дужина водотока је 103 km, површина сливног подручја 1.140 km², а просечан проток у зони ушћа око 8,5 m³/s.